# Anna Konstantinowna Tschertkowa

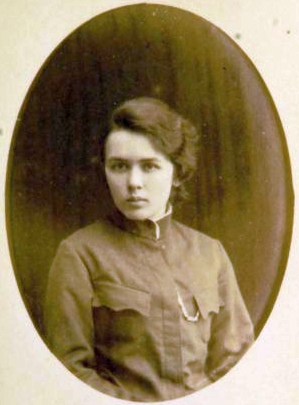
Anna Konstantinowna Dieterichs (1883)

Anna Konstantinowna Tschertkowa, geboren Dieterichs, (russisch Анна Константиновна Черткова, урожд. Дитерихс; * 17. Septemberjul. / 29. September 1859greg. in Kiew; † 11. Oktober 1927 in Moskau) war eine russische bzw. sowjetische Schriftstellerin.

## Leben
Dieterichs Vater war der Artillerie-Oberst und spätere General Konstantin Dieterichs, der im Kaukasuskrieg Lew Tolstoi kennenlernte und ihm seine Aufzeichnungen über den Kaukasuskrieg für dessen Erzählung Hadschi Murat zur  Verfügung stellte. Sie wuchs an der Wolga in der Kleinstadt Dubowka auf, in der es häufig Brände gab. Die adlige Mutter war eine tief religiöse russisch-orthodoxe Gläubige, während der Vater sich aufgrund seiner Erlebnisse im Kaukasus für den Islam und auch für die Molokanen und die Duchoborzen interessierte.
In Kiew besuchte Dieterichs das Gymnasium und beschäftigte sich mit Musik. Dann studierte sie in St. Petersburg in den Höheren Bestuschew-Kursen für Frauen in der Sprachwissenschaftlichen Abteilung, um nach zwei Jahren in die Naturkundliche Abteilung zu wechseln. Sie begeisterte sich für Materialismus, Positivismus und die Lehren von Johann Gottlieb Fichte. Das Studium schloss sie 1886 ohne Diplom ab, da sie wegen einer schweren Erkrankung die letzten Prüfungen versäumte.
Seit 1885 beteiligte sich Dieterichs auf Empfehlung Paul Birukoffs an der Arbeit des 1884 von Wladimir Tschertkow gegründeten Verlags Posrednik. Sie heiratete 1886 in der Kasaner Kathedrale Wladimir Tschertkow und lernte dann dessen Freund Lew Tolstoi näher kennen, der dem Heiratsantrag Tschertkows zugestimmt hatte. Neben der redaktionellen Arbeit begann sie schriftstellerisch tätig zu werden. Sie verfasste eine Philaretos-Hagiographie, die Tolstoi vor dem Druck 1886 kennengelernt hatte und sehr schätzte. Ihre kleine Novelle für Kinder Podwig (Wostotschnoje skasanije (Eine große Tat (Ein östliches Märchen))) erschien 1888.
In den 1890er Jahren lebte Tschertkowa mit ihrem Mann auf dem Rschew-Landgut, das Tschertkow von seinem Onkel geschenkt bekommen hatte. Das Gehöft bestand aus einem Herrenhaus auf einem Hügel in einem großen Hof mit vielen Gebäuden, umgeben von verpachteten Feldern und Steppe. Sie schrieb Gedichte bezüglich der Tolstoi-Ideale und gab 1898 einen Sammelband mit drei Geschichten heraus.
Als Tschertkow 1897 aus Russland verbannt wurde, ging Tschertkow mit Tschertkowa, seiner Mutter, seinem Sohn, seinem alten Dienstmädchen, dem Kindermädchen und dem österreich-ungarischen Hausarzt nach England, wo er mit Tschertkowa in Christchurch im Verlag Swobodnoje Slow (Freies Wort) Tolstois in Russland verbotene Schriften herausgab. Tschertkowa verfasste 1900 ein praktisches Lehrbuch der Englischen Sprache für russische Siedler in Amerika. Sie veröffentlichte Sammelbände mit geistlichen Liedern und Hymnen russischer Freikirchen, die neben den Werken freikirchlicher Gläubiger auch Werke mit Texten Alexei Tolstois, Alexander Puschkins und Alexei Chomjakows mit Melodien Ludwig van Beethovens und Frédéric Chopins enthielten.

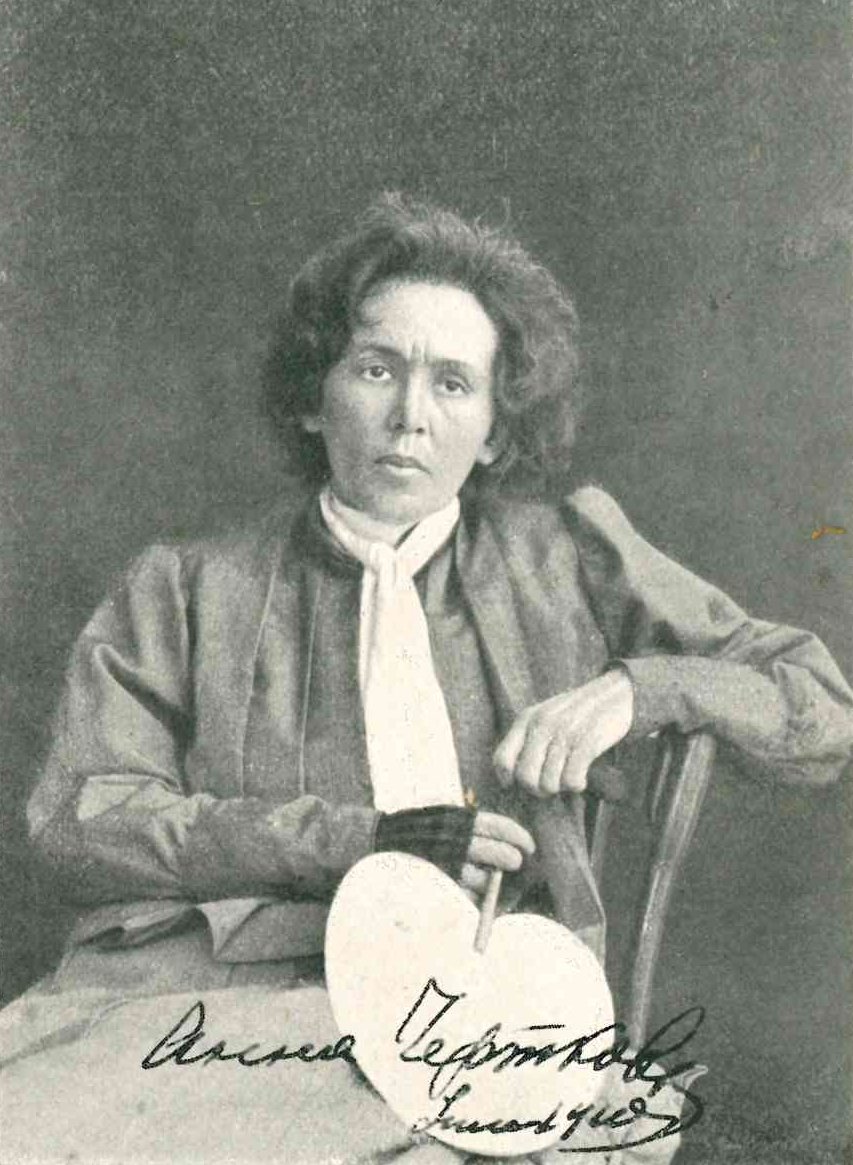
Anna Tschertkowa (1911)

Nach der Rückkehr 1908 ließen sich die Tschertkows im Gouvernement Tula nieder. Ihr Haus in Teljatinki nicht weit von Jasnaja Poljana wurde ein zentraler Treffpunkt der Tolstoijaner. Tschertkowa war häufig schwer krank und wurde von Tolstoi bewundert.
Nach der Oktoberrevolution sammelte und ordnete Tschertkowa in den 1920er Jahren die Manuskripte Tolstois und bereitete sie für die Herausgabe der gesammelten Werke vor. Sie verfasste einen wissenschaftlichen Kommentar zum Schriftwechsel Tolstois mit ihrem Mann.
Ihr erstes Kind Olga (1887–1889) hatte Tschertkowa früh verloren. Ihr Sohn Wladimir (1889–1964) war nicht getauft worden, sodass er die Adelsvorrechte und das Erbrecht verloren hatte. Er gründete eine Konsumgenossenschaft, eines der ersten Bauerntheater und einen landwirtschaftlichen Artel in der Nähe von Tula. Er war ein strenger Anhänger der Lehren Tolstois und ging 1913 eine Zivilehe mit einer Bäuerin ein. Er begann 1914 ein Studium an der Städtischen Moskauer Schanjawski-Volksuniversität und arbeitete in Banken. Nach der Oktoberrevolution war er wissenschaftlicher Mitarbeiter des Moskauer Literaturmuseums und Mitglied des Rats für Kriegsdienstverweigerung aus religiösen Gründen.
Tschertkowa starb am 11. Oktober 1927 in Moskau und wurde auf dem Wwedenskoje-Friedhof begraben.
Die Maler Nikolai Jaroschenko, Michail Nesterow und Grigori Mjassojedow hatten Anna Dieterichs bzw. Tschertkowa gut gekannt und wiederholt in ihren Gemälden dargestellt.

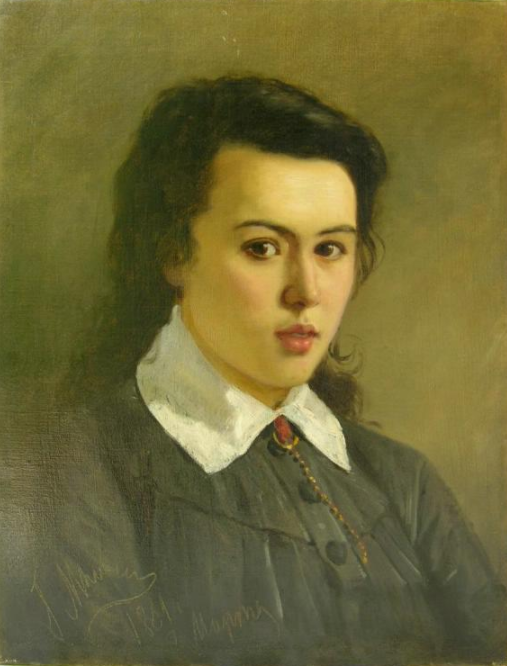
G. Mjassojedow: Anna Dieterichs (1881)
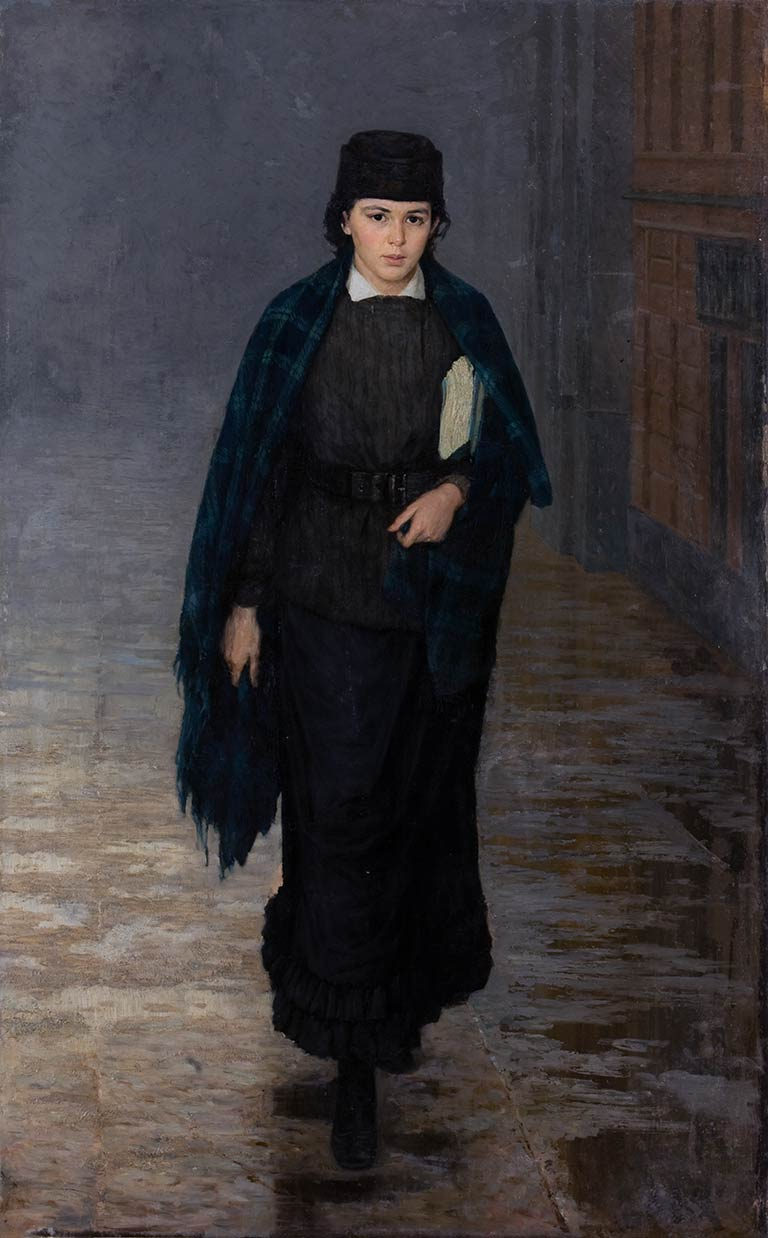
N. Jaroschenko: Studentin (1883)
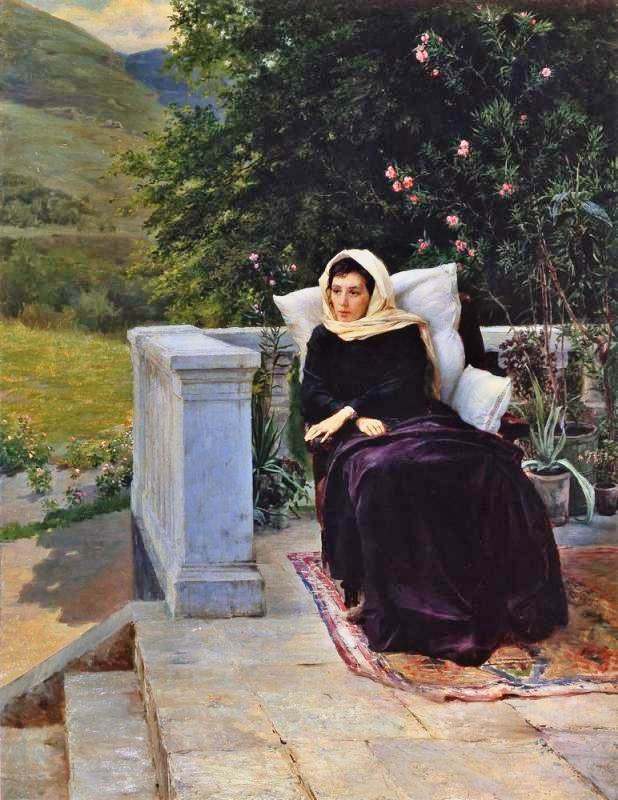
N. Jaroschenko: Im warmen Land (1890)
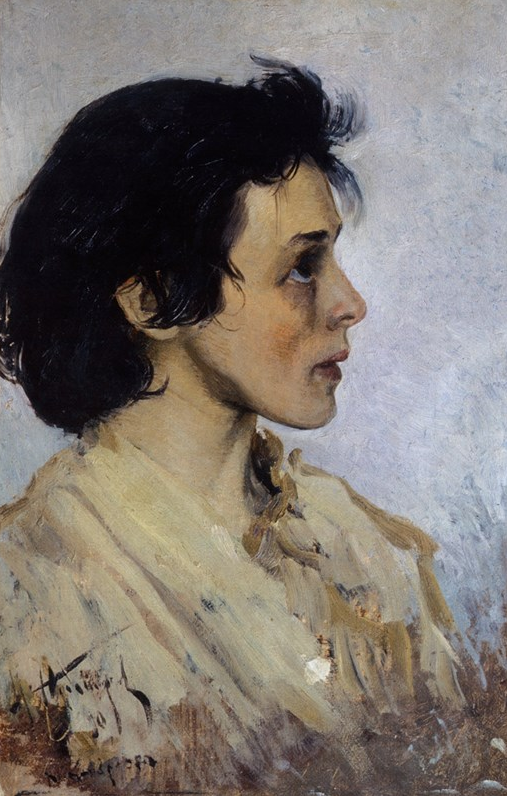
M. Nesterow: Anna Tschertkowa (1890)
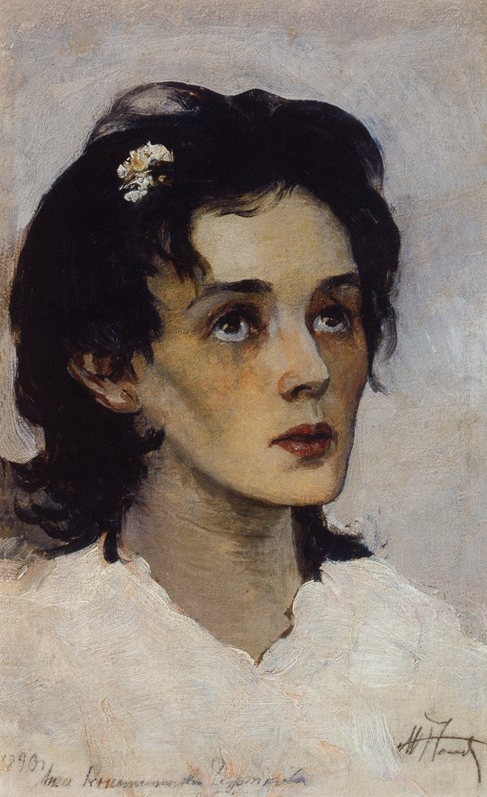
M. Nesterow: Anna Tschertkowa (1890)
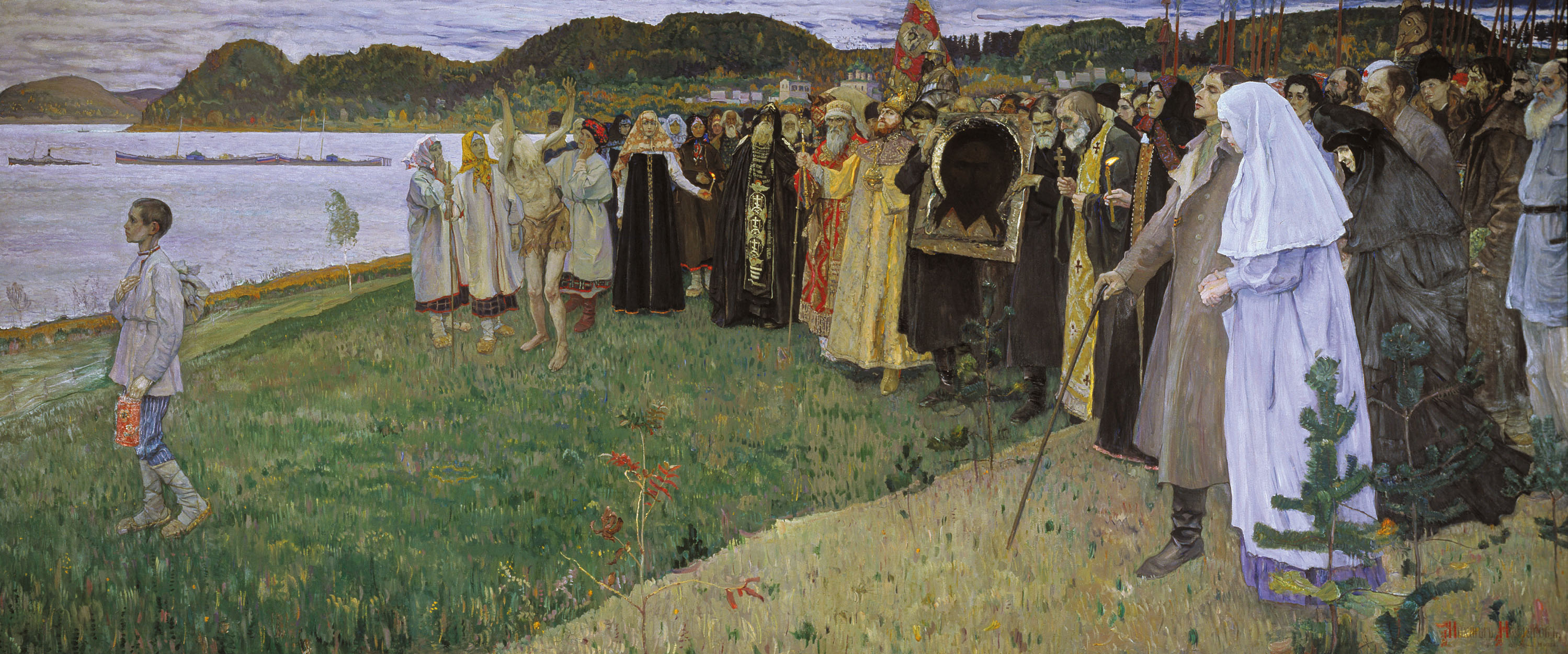
M. Nesterow: In der Rus. Die Seele des Volkes (Anna Tschertkowa neben ihrem Mann und Lew Tolstoi. 1914)